# Hebomoia
Hebomoia es un género de mariposas de la familia Pieridae (subfamilia Pierinae, tribu Colotini). Incluye 2 especies y 28 subespecies, que se distribuyen por India, China, Nias, Tailandia, Malasia, Singapur, Sumatra, Borneo, Java, Lombok, Sumba, Sulawesi, Filipinas, Taiwán, Timor, Buru, Serang, Ceilán, Birmania, Nepal, Assam, Japón, Molucas.

## Especies
- Hebomoia glaucippe (Linnaeus, 1758)
- Hebomoia leucippe (Cramer, 1775)